# Annales-school
De Annales-school is een richting in de historiografie die een voortzetting is van de vernieuwingspogingen in de historiografie tussen 1900 en 1930 die reageerde tegen het historisch realisme van het historisme van Leopold von Ranke. Hij is genoemd naar het in 1929 opgerichte tijdschrift Annales d'histoire économique et sociale, het middelpunt van deze beweging. Centraal stonden de verwerping van de evenementiële geschiedschrijving en de poging om een overkoepelende menswetenschap te realiseren. De Franse historici Lucien Febvre en Marc Bloch zijn de oprichters van het tijdschrift en worden gezien als de grondleggers van deze stroming.

## Kritiek van Bloch en Febvre op de gangbare geschiedschrijving
Febvre en Bloch deelden een kritische houding ten opzichte van de toen gangbare beoefening van geschiedschrijving. Hun bezwaren spitsten zich toe op de elitaire vorm van geschiedschrijving en het feit dat er in de geschiedschrijving verklaringen werden gegeven voor ontwikkelingen op een manier die volledig afweek van de manier waarop in andere menswetenschappen als economie, sociologie en geografie gepoogd werd om verschijnselen met elkaar in verband te brengen.
Met hun eerste kritiekpunt bedoelden Febvre en Bloch dat de geschiedschrijving zich alleen bezighield met de elite en dan vooral de politieke geschiedenis. Het grootste deel van de geschiedenis, het dagelijks leven van de modale mens, was in feite 'vergeten geschiedenis', betoogden Febvre en Bloch. In plaats daarvan wilden zij zich richten op de longue durée, de lange termijn, waarin historische patronen waren te ontdekken.
Met hun tweede kritiekpunt bedoelden Febvre en Bloch dat historici weinig tot geen gebruik maakten van andere wetenschapsgebieden, die op andere manieren verbanden gevonden hadden. Zij vroegen zich af of het voor historici niet mogelijk was om deze inzichten als analytische instrumenten te gebruiken om ontwikkelingen in het verleden te verklaren.
De kritiek van Bloch en Febvre was aanvankelijk van zeer geringe invloed. Pas na de Tweede Wereldoorlog begon dit te veranderen. Dit is te danken aan het feit dat enkele talentvolle jonge Franse historici, die zich van meet af aan aangetrokken hadden gevoeld door de ideeën uit het weekblad, op de meest prestigieuze leerstoelen van de Franse universiteiten terechtkwamen. Deze historici waren Emmanuel Le Roy Ladurie, Jacques Le Goff en Fernand Braudel. Deze 'tweede generatie Annales' verspreidde de visie van Bloch en Febvre.

## Tijdschrift
In 1929 richtten Lucien Febvre en Marc Bloch het tijdschrift Annales d'histoire économique et sociale op. Ze hadden eerder al samengewerkt aan het tijdschrift van Henri Berr, Revue de synthèse historique, en bijgedragen aan diens Semaines de synthese.
Hun bedoeling was enerzijds de geschiedwetenschap te bevrijden van haar hang naar specialisering, anderzijds net zoals het tijdschrift van Berr op te treden als een interdisciplinaire ontmoetingsplaats.

### Eerste nummer
Het eerste nummer van de eerste jaargang van het tijdschrift Annales d'histoire économique et sociale verscheen in Parijs op 15 januari 1929. Het korte voorwoord 'Aan onze lezers' was ondertekend door de twee directeuren, Lucien Febvre (1878-1956) en Marc Bloch (1886-1944). Hierin spreken zij hun overtuiging uit dat het tijdschrift zijn plaats in de zon zal veroveren. Vier belangrijke artikels werden gepubliceerd:
1. een artikel van de hand van Gustave Glotz over de prijs van papyrus in de Griekse oudheid;
2. Henri Pirenne over de scholing van middeleeuwse handelaars;
3. M. Blaumont over de Duitse industriële activiteit na de laatste oorlog;
4. G. Méquet over het bevolkingsprobleem in de Sovjetrepubliek.

Een behandeling van 'Wetenschappelijk leven' in een tweede gedeelte bevatte verschillende nieuwe onderwerpen, met onder meer een bijdrage van Maurice Halbwachs over de carrière van Max Weber. Verder was in het tijdschrift ook een recensierubriek opgenomen, met een dozijn essays over een heel scala aan onderwerpen: van de Siciliaanse slavernij tot de economische geschiedenis van Wales.

### Doelstellingen
Annales zou niet alleen een tijdschrift, maar vooral een toonaangevende historische school worden, die zich voornam om de dominantie van de gevestigde geschiedschrijving aan te vechten. Dit deed ze door de geschiedkundige studies uit te breiden en aan te vullen met technieken en onderwerpen die ze aan de sociale wetenschappen ontleende. Niet alleen economie en sociologie, maar ook andere (hulp)wetenschappen kregen hun plaats in de school van de Annales: psychologie, demografie, statistiek, geografie, klimatologie, antropologie, linguïstiek enzovoort.

### Ontwikkelingen
Marc Bloch, die in 1936 benoemd was aan de Sorbonne, werd in 1944 vanwege zijn joodse origine door de Duitsers gefusilleerd.
In 1946 veranderde het tijdschrift van naam. Het heette toen Annales. Economies. Sociétés. Civilisations. Na de Tweede Wereldoorlog zou Fernand Braudel meer dan twintig jaar de beweging domineren. Hij wordt algemeen gezien als de stichter van de Nouvelle histoire. In de jaren vijftig ontstonden ook andere richtingen binnen de Annales. Zo zou Ernest Labrousse een kwantitatieve geschiedenis beginnen, gebaseerd op grote hoeveelheden bronnen, op feiten die zich herhalen, en wilde hij eerder de grote lijnen in de geschiedenis (in zijn geval inzake economie) blootleggen. Ook belangrijk voor de economische geschiedenis was Pierre Chaunu, auteur van Séville et l'Atlantique.
Vanaf de jaren zeventig zou de mentaliteitsgeschiedenis de Franse historiografie beheersen. Onder mentaliteit verstond men het geheel van opinies van een categorie mensen. In 1994 veranderde het opnieuw van naam: Annales. Histoire, sciences sociales. De mentaliteitsgeschiedenis werd enigszins achterwege gelaten en de nadruk werd gelegd op de historische antropologie en de etnografie. Onder invloed van het postmodernisme zou de beweging ook een hernieuwde aandacht krijgen voor het narratieve in de historische synthese, zowel in de biografie als in de beschrijving van grote groepen.
Belangrijk is dat door de nieuwe impulsen van de Annales geschiedenis opnieuw toegankelijker en aantrekkelijker is geworden voor een ruimer publiek. Het tijdschrift wordt uitgegeven vanuit de École des hautes études en sciences sociales te Parijs.

## Wisselende benamingen
- 1929-1939: Annales d'histoire économique et sociale
- 1939-1941: Annales d'histoire sociale
- 1942-1944: Mélanges d'histoire sociale
- 1945: Annales d'histoire sociale
- 1946-1993: Annales. Economies. Sociétés. Civilisations ("Annales ESC")
- 1994-: Annales. Histoire, sciences sociales ("Annales HSS")

## Bekende Annales - auteurs
- Marc Bloch
- Lucien Febvre
- Fernand Braudel
- Emmanuel Le Roy Ladurie
- Pierre Chaunu
- Georges Duby
- Jacques Le Goff
- Michel Pastoureau